# Giulia Farnese
Giulia Farnese (ur. ok. 1475, zm. 23 marca 1524) – siostra Aleksandra Farnese, późniejszego papieża Pawła III, oraz kochanka Rodriga Borgii, późniejszego papieża Aleksandra VI.

## Życiorys
9 maja 1490 poślubiła w Rzymie jednookiego Orsa Orisiniego, pochodzącego ze starego, znamienitego rodu rzymskiego i będącego synem krewnej Rodriga Borgii, Adriany di Mila. Prawdopodobnie na początku 1491 Giulia została kochanką Borgii. Wiosną 1492 urodziła córkę Laurę, do ojcostwa której Borgia otwarcie się przyznawał. 11 sierpnia 1492 kochanek Giulii został obrany papieżem jako Aleksander VI.
Giulia często towarzyszyła papieżowi podczas wystawnych uroczystości. 12 czerwca 1493 uczestniczyła w ślubie córki papieża Lukrecji, której była przyjaciółką, z księciem z Pesaro Giovannim Sforzą. W tym samym roku Giulia została damą dworu Lukrecji i zamieszkała w jej pałacu San Maria in Portico. W 1500 uczestniczyła w obchodach Roku Świętego. 31 lipca tegoż roku mąż Giulii zginął przygnieciony sufitem. W 1502 Giulia była obecna na ślubie Lukrecji z księciem Ferrary Alfonsem d’Este. Po śmierci papieża 18 sierpnia 1503 Giulia przyjechała do Rzymu, aby pożegnać kochanka. 16 listopada 1505 wzięła udział w ceremonii zaślubin swej córki Laury z bratankiem papieża Juliusza II, Niccolem della Rovere.
Pod koniec 1506 Giulia wyszła za mąż za neapolitańskiego szlachcica Giovanniego Capece Bozzatę, którego w 1496 poznała na weselu papieskiego syna Jofré Borgii. Po ślubie zamieszkała wraz z mężem w Carbognano. W 1517 Giulia ponownie została wdową. Na początku 1524 poważnie zachorowała. 14 marca spisała testament, w którym swój pokaźny majątek przekazywała na rzecz klasztorów i biednych dziewcząt. Została pochowana w kościele San Giovanni Battista na wyspie Bisentina na jeziorze Bolsena.